# Абаковский, Александр Иванович
Александр Иванович Абаковский (1856 — ?) — российский военный деятель, генерал-майор Русской императорской армии, исследователь-востоковед.

## Биография
Ведёт своё происхождение из потомственных дворян Санкт-Петербургской губернии. Родился 11 апреля 1856 года[по какому календарю?].
Получил образование сначала в Санкт-Петербургском коммерческом училище (1876), затем — во 2-м Константиновском военном училище, после которого в 1880 году поступил на службу в Семёновский лейб-гвардии полк. С 1883 по 1886 год обучался на офицерских курсах восточных языков при Азиатском департаменте Министерства иностранных дел, где занимался изучением арабского и турецкого языков.
В 1886 году был направлен в распоряжение командующего войсками Омского военного округа. В мае-декабре 1887 года был командирован в Северо-Западный Китай для сбора военно-статистических сведений о Синьцзянской провинции. По материалам этой экспедиции был подготовлен «Краткий исторический очерк развития русской торговли в Северо-Западном Китае» (Омск, 1888).
С мая по ноябрь 1888 года им была совершена рекогносцировка участка государственной границы между Российской Империей и Китаем, который находился в пределах Семиреченской и Семипалатинской областей.
В 1892 году стал командиром роты Семёновского полка, а в 1893 года был возведён в капитаны. С мая 1901 года начал исполнять обязанности младшего штаб-офицера батальона, в июне того же года был прикомандирован к штабу войск Гвардии в Петербургском военном округе.
В 1908 году (13 апреля) получил звание генерал-майора, а с 1910 года числился в резерве чинов штаба Санкт-Петербургского военного округа.
В декабре 1917 года уволился по состоянию здоровья.

## Архивные материалы
- Полный послужный список генерал майора Абаковского по состоянию на 11 декабря 1917 года (  РГВИА. Ф. 409. Оп. 2 (1917 год).)
- Список офицеров, окончивших курс восточных языков, учреждённый при Министерстве иностранных дел 1886—1907 гг. (  РГВИА. Ф. 400. Оп. 1. Д. 3529. Л. 320.)